# Isophysis tasmanica
Isophysis tasmanica е ендемично растение от остров Тасмания и единствен представител на род Isophysis.
Това е многогодишно тревисто растение с коренище обитаващо планините на Западна Тасмания. Вирее на голи места с песъчливи почви. Цветовете са червено-лилави или жълти с обърнати назад венчелистчета. Характерна особеност за този вид е горен тип на разположение на плодника, което го отличава от всеки друг представител на семейство Iridaceae. Името на рода произлиза от гръцките думи iso, което означава „равно“, и physis, „мехур“.